# Bastos (kommun)
Bastos är en kommun i Brasilien.   Den ligger i delstaten São Paulo, i den södra delen av landet, 700 km söder om huvudstaden Brasília. Antalet invånare är 20 461.
Följande samhällen finns i Bastos:
- Bastos

Trakten runt Bastos består i huvudsak av gräsmarker. Runt Bastos är det ganska glesbefolkat, med 30 invånare per kvadratkilometer.